# Палац Національного конгресу Бразилії
Палац Національного конгресу (неофіційна назва Палац Нереу Рамуса; порт. Palácio do Congresso Nacional) — будівля, де засідає Національний конгрес Бразилії. Розташований у столиці країни, місті Бразиліа. Побудований за проектом Оскара Німейера.
Будівля у вигляді паралелепіпеда на якому розташовані дві півсфери, а між ними два паралельних хмарочоса висотою близько ста метрів. Під півсферою-куполом знаходяться приміщення Федерального сенату, під півсферою-чашею — приміщення Палати депутатів. Будинок з'єднаний підземними тунелями з сусідніми.

## Галерея

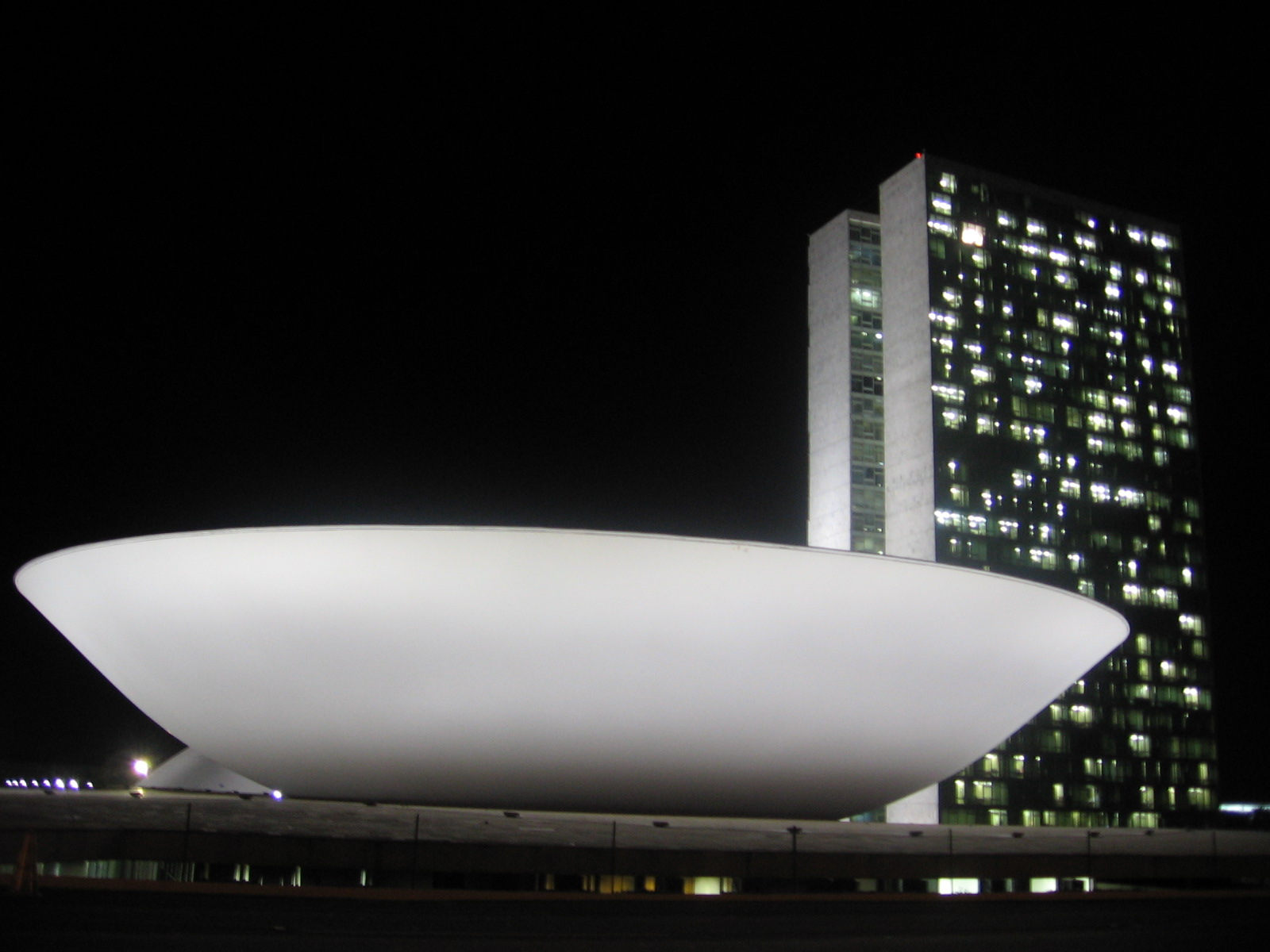
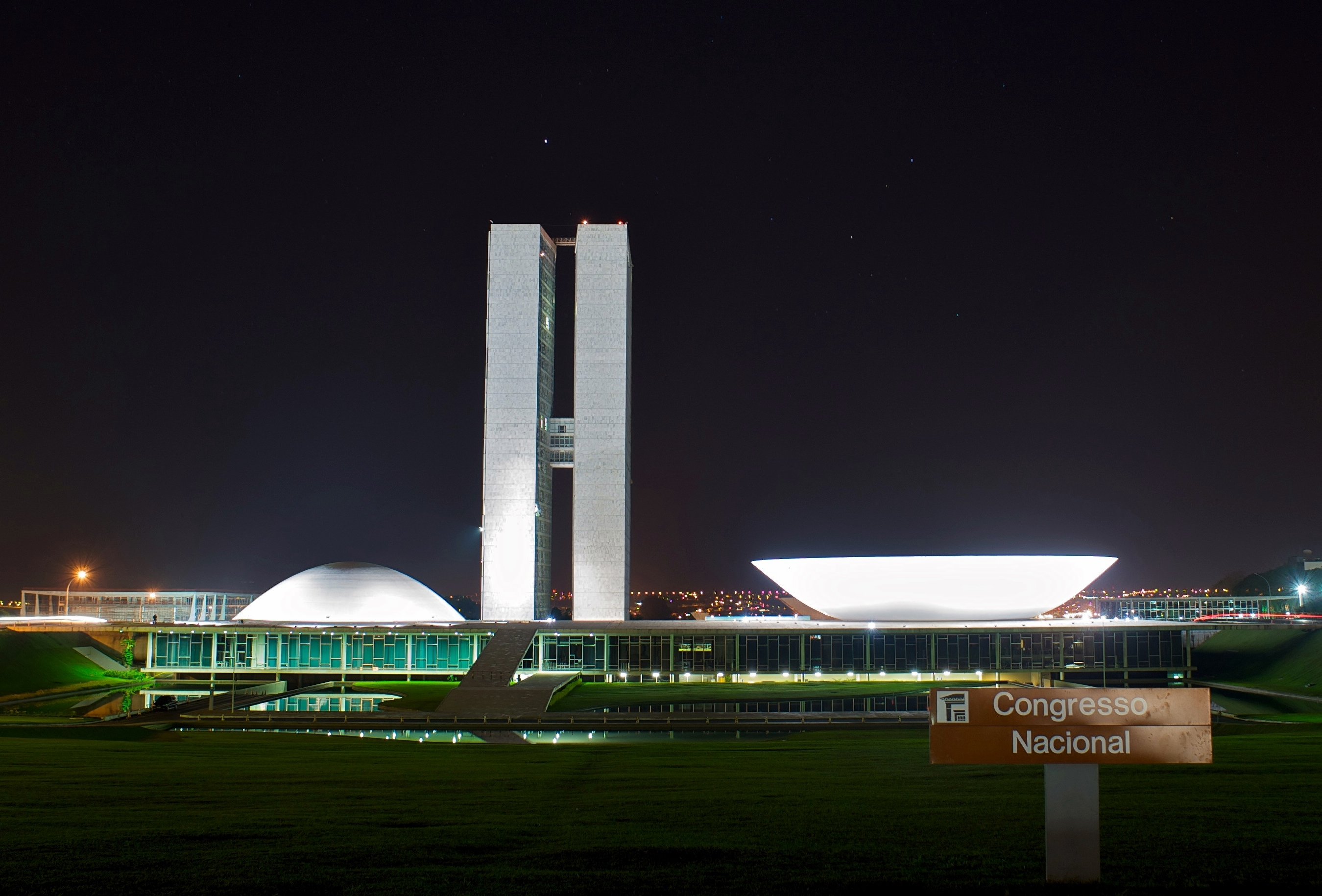
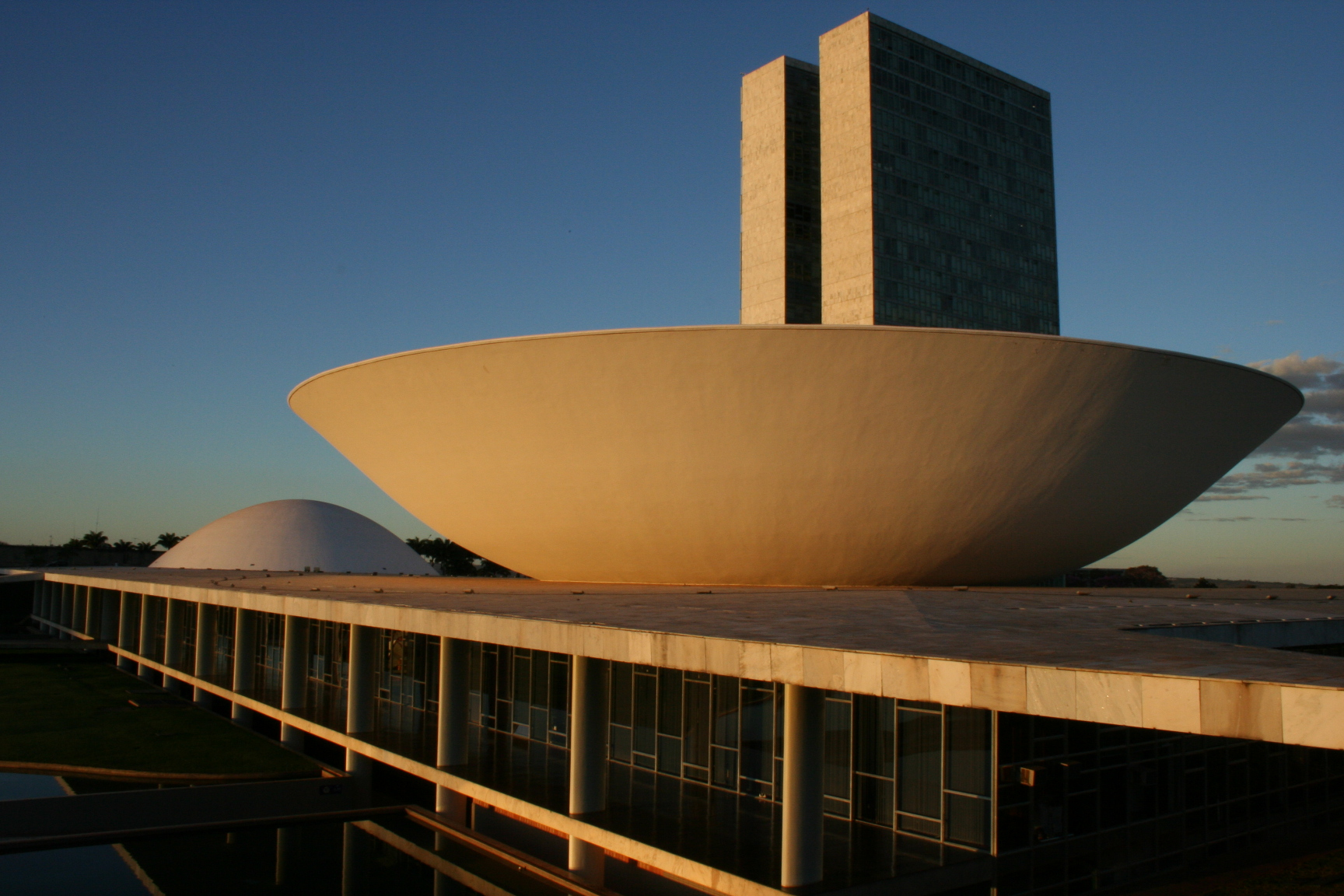